# Michele Carafa
Michele Enrico Carafa di Colobrano (Nápoles, 17 de noviembre de 1787 - París, 26 de julio de 1872) fue un militar, docente musical y compositor italiano, autor de una treintena de óperas. 

## Biografía
Michele Enrico Francesco Vincenzo Aloisio Paolo Carafa de Colobrano nació en Nápoles el 17 de noviembre de 1887 en el seno de una familia aristocrática, ya que su padre, Giovanni Carafa, era príncipe de Colobrano y duque de Avito, y su madre, Teresa Lembo, a través de un matrimonio posterior, se convirtió en princesa de Caramanico. Aunque destinado a una carrera militar, su padre vio sus dotes musicales y le permitió estudiar música. Ya en 1802 compone una ópera (aunque ésta, Il fantasma, no se estrenará hasta 1805 en el teatro privado del príncipe de Caramanico), y estrena dos cantatas, Il Natale di Giove e Achille e Deidamia, que comienzan a revelar su talento musical.
En 1806 se traslada con su madre a París, donde estudia contrapunto y composición con Luigi Cherubini. En la capital francesa estrena la ópera La musicomania. Pero con el comienzo de las Guerras napoleónicas abandona su carrera musical para enrolarse en el ejército como lugarteniente de los húsares. Es hecho prisionero en la Batalla de Campotenese y, tras su liberación, participa en la expedición de Sicilia, donde obtiene el rango de capitán. De regreso a Nápoles, en 1808, se casa con Antonietta d'Aubertan y retoma sus estudios musicales con Fedele Fenaroli. Toma parte en 1812 en la campaña de Rusia a las órdenes de Joaquín Murat, y por su participación en la Batalla de Ostrovno es condecorado con la Legión de Honor y recibe el título de barón. 
Tras la Restauración abandona la carrera militar y retoma su carrera como compositor operístico en su Nápoles natal, donde estrena con éxito Il vascello l'Occidente en 1814 y se consagra en 1816 con Gabriella di Vergy. Amigo de Rossini, colabora con él en algunos pasajes de su ópera Mosè in Egitto. Extende también su carrera por otras ciudades italianas, como Milán (donde estrena títulos como  Adele di Lusignano en 1817, I due Figaro en 1820 o  Il sonnambulo en 1824), Venecia (Il sacrifizio d’Epito en 1819) o Roma (La Capricciosa ed il soldato en 1821 o Eufemio di Messina en 1822, cuyo fracaso alejó a Carafa de la ciudad), además de proseguir su trabajo en Nápoles con títulos como Gl'italici e Gl'indiani en 1825. 
Además, retoma su carrera internacional en 1821 en París con  Jeanne d'Arc à Orléans, y obtiene un gran éxito en 1822 en Viena con el estreno de  Abufar ossia La famiglia araba. El fracaso de algunas de sus óperas italianas y los problemas que le causaban sus opiniones políticas y su pasado como soldado napoleónico le llevan a abandonar Italia definitivamente tras el estreno en Venecia de  Il paria en 1826. Carafa se instala definitivamente en París en 1827 y obtiene la ciudadanía francesa en 1834. En 1837 obtiene un puesto en la Académie des beaux-arts en sustitución de Jean-François Lesueur y en 1838 es nombrado director del recién instaurado Gymnase musical militaire. Además, fue profesor de contrapunto en el Conservatorio de París desde 1840 hasta 1858. Uno de sus alumnos destacados fue Achille Peri.
Continuó escribiendo ópera durante la década de 1830, y toma parte en la ópera grupal La marquise de Brinvilliers de 1831, con la que él y otros 8 compositores quisieron ayudar económicamente a la Opéra-Comique, que pasaba por un mal momento. Uno de sus mayores éxitos fue  Masaniello ou le Pêcheur napolitain, de 1827, pero fue rápidamente ensombrecido por la ópera de Auber Masaniello, ou La Muette de Portici, estrenada al año siguiente. Algo similar le ocurrió a Le nozze di Lammermoor, de 1829, última de sus óperas compuesta en italiano, aunque estrenada en París, que fue olvidada cuando Donizetti estrena su Lucia di Lamermoor, basada en el mismo tema. Así, se retira de la composición tras el estreno de  Thérèse en 1838, volviendo de forma puntual en 1847 para colaborar con Adolphe Adam, Daniel-François Auber y Jacques Fromental Halévy en Les Premiers Pas. 
Retirado de la composición, se dedica a su labor docente y termina afrontando problemas económicos. Por ese motivo, Rossini le encarga en 186 que se haga cargo de la adaptación al francés de su Semiramide, que va a ser representada en París en 1860, para la que compone un ballet. Rossini le cede los derechos de autor de la versión francesa a Carafa. 
Michele Carafa murió el 26 de julio de 1872 y fue enterrado en el Cementerio de Montmartre junto a su mujer.

## Obras

### Óperas
| Título                                                      | Libretista                                                                                         | Fecha de estreno         | Ciudad, Teatro                                       | Notas                                                                             |
| ----------------------------------------------------------- | -------------------------------------------------------------------------------------------------- | ------------------------ | ---------------------------------------------------- | --------------------------------------------------------------------------------- |
| Il fantasma                                                 | ?                                                                                                  | 1805                     | Nápoles, teatro de cámara del príncipe de Caramanico | compuesta en 1802                                                                 |
| Il prigioniero                                              | ?                                                                                                  | 1805                     | Nápoles                                              |                                                                                   |
| La musicomania                                              | anónimo                                                                                            | 1806                     | París                                                |                                                                                   |
| Il vascello l'Occidente                                     | Andrea Leone Tottola                                                                               | 14 de junio de 1814      | Nápoles, Teatro del Fondo                            |                                                                                   |
| La gelosia corretta ossia Mariti aprite gli occhi           | Andrea Leone Tottola                                                                               | 1815                     | Nápoles, Teatro dei Fiorentini                       |                                                                                   |
| Gabriella di Vergy                                          | Andrea Leone Tottola                                                                               | 3 de julio de 1816       | Nápoles, Teatro del Fondo                            |                                                                                   |
| Ifigenia in Tauride                                         | anónimo                                                                                            | 19 de junio de 1817      | Nápoles, Teatro San Carlo                            |                                                                                   |
| Adele di Lusignano                                          | Felice Romani                                                                                      | 27 de septiembre de 1817 | Milán, Teatro de La Scala                            |                                                                                   |
| Berenice in Siria                                           | Andrea Leone Tottola                                                                               | 29 de julio de 1818      | Nápoles, Teatro San Carlo                            |                                                                                   |
| Elisabetta in Derbyshire, ossia Il castello di Fotheringhay | Antonio Peracchi                                                                                   | 26 de diciembre de 1818  | Venecia, Teatro La Fenice                            |                                                                                   |
| Il sacrifizio d’Epito                                       | Giovanni Kreglianovich Albinoni                                                                    | 26 de diciembre de 1819  | Venecia, Teatro La Fenice                            | Estrenada en Nápoles en 1821 como “Aristodemo”.                                   |
| I due Figaro                                                | Felice Romani                                                                                      | 6 de junio de 1820       | Milán, Teatro de La Scala                            |                                                                                   |
| La festa di Bussone                                         | Silvio Pellico                                                                                     | 28 de junio de 1820      | Milán, Teatro Re                                     |                                                                                   |
| Jeanne d'Arc à Orléans                                      | Armand d'Artois de Bournonville                                                                    | 10 de marzo de 1821      | París, Théâtre Feydeau, Opéra-Comique                |                                                                                   |
| La Capricciosa ed il soldato                                | Jacopo Ferretti                                                                                    | 26 de diciembre de 1821  | Roma, Teatro Apollo                                  |                                                                                   |
| Le Solitaire                                                | Eugène de Planard                                                                                  | 22 de agosto de 1822     | París, Théâtre Feydeau, Opéra-Comique                |                                                                                   |
| Eufemio di Messina                                          | Jacopo Ferretti                                                                                    | 26 de diciembre de 1822  | Roma, Teatro Argentina                               |                                                                                   |
| Abufar ossia La famiglia araba                              | Felice Romani                                                                                      | 28 de junio de 1823      | Viena, Kärntnertortheater                            |                                                                                   |
| Le Valet de chambre                                         | Eugène Scribe y Mélesville                                                                         | 16 de septiembre de 1823 | París, Théâtre Feydeau, Opéra-Comique                |                                                                                   |
| L'Auberge supposé                                           | Eugène de Planard                                                                                  | 26 de abril de 1824      | París, Théâtre Feydeau, Opéra-Comique                |                                                                                   |
| Il sonnambulo                                               | Felice Romani                                                                                      | 13 de noviembre de 1824  | Milán, Teatro de La Scala                            |                                                                                   |
| La belle au bois dormant                                    | Eugène de Planard                                                                                  | 2 de marzo de 1825       | París, Salle Le Peletier                             |                                                                                   |
| Gl'italici e Gl'indiani                                     | Andrea Leone Tottola                                                                               | 4 de octubre de 1825     | Nápoles, Teatro San Carlo                            |                                                                                   |
| Il paria                                                    | Gaetano Rossi                                                                                      | 4 de febrero de 1826     | Venecia, Teatro La Fenice                            |                                                                                   |
| Sangarido                                                   | Eugène de Planard                                                                                  | 19 de mayo de 1827       | París, Théâtre Feydeau, Opéra-Comique                |                                                                                   |
| Les Deux Figaro ou Le Sujet de comédie                      | Victor Tirpenne                                                                                    | 22 de agosto de 1827     | París, Théâtre Feydeau, Opéra-Comique                | Reelaboración de su ópera “I due Figaro” de 1820.                                 |
| Masaniello ou le Pêcheur napolitain                         | Charles-François-Jean-Baptiste Moreau de Commagny                                                  | 27 de diciembre de 1827  | París, Théâtre Feydeau, Opéra-Comique                |                                                                                   |
| La Violette ou Gérard de Nevers                             | Eugène de Planard                                                                                  | 7 de octubre de 1828     | París, Théâtre Feydeau, Opéra-Comique                |                                                                                   |
| Jenny                                                       | Jules-Henri Vernoy de Saint-Georges                                                                | 26 de septiembre de 1829 | París, Salle Ventadour, Opéra-Comique                |                                                                                   |
| Le nozze di Lammermoor                                      | Luigi Balocchi                                                                                     | 12 de diciembre de 1829  | París, Théâtre-Italien                               |                                                                                   |
| L'Auberge d'Auray                                           | Charles-François-Jean-Baptiste Moreau de Commagny y Jean-Baptiste-Rose-Bonaventure Violet d'Épagny | 11 de mayo de 1830       | París, Salle Ventadour, Opéra-Comique                | Compuesta junto a Ferdinand Hérold.                                               |
| Le Livre de l'ermite                                        | Eugène de Planard y Paul Duport                                                                    | 11 de agosto de 1831     | París, Salle Ventadour, Opéra-Comique                |                                                                                   |
| La marquise de Brinvilliers                                 | Eugène Scribe y Castil-Blaze                                                                       | 31 de octubre de 1831    | París, Salle Ventadour, Opéra-Comique                | Compuesta junto a otros 8 autores.                                                |
| La Prison d'Edimbourg                                       | Eugène Scribe y Eugène de Planard                                                                  | 20 de julio de 1833      | París, Théâtre des Nouveautés, Opéra-Comique         |                                                                                   |
| La Maison du rempart ou Une journée de la fronde            | Mélesville                                                                                         | 7 de noviembre de 1833   | París, Théâtre des Nouveautés, Opéra-Comique         |                                                                                   |
| La Grande Duchesse                                          | Mélesville y Merville                                                                              | 16 de noviembre de 1835  | París, Théâtre des Nouveautés, Opéra-Comique         |                                                                                   |
| Thérèse                                                     | Eugène de Planard y Adolphe de Leuven                                                              | 26 de septiembre de 1838 | París, Théâtre des Nouveautés, Opéra-Comique         |                                                                                   |
| Les Premiers Pas                                            | Alphonse Royer y Gustave Vaëz                                                                      | 15 de noviembre de 1847  | París, Salle Le Peletier                             | Compuesta junto a Adolphe Adam, Daniel-François Auber y Jacques Fromental Halévy. |
| Tamerlano                                                   | Jacopo Ferretti                                                                                    |                          |                                                      | Compuesta en 1823-1824 para el Teatro San Carlo pero no representada.             |

### Ballet
- Ackbar, Gran Mogul (1819)
- L’Orgie (1831)
- Nathalie ou La Laitiere Suisse (1832)

### Música vocal
- Il natale di Giove, cantata (1802)
- Achille e Deidamia, cantata para 3 voces (1802)
- Calipso, cantata (1823)
- Requiem
- Stabat Mater
- Mesia de Gloria para 4 voces

### Música sinfónica e instrumental
- 3 sinfonías
- Marcha fúnebre para el traslado de las cenizas de Napoleón
- Dúos para diversos instrumentos
- Piezas para piano